# NGC 3258B
NGC 3258B is een lensvormig sterrenstelsel in het sterrenbeeld Luchtpomp. Het hemelobject ligt in de buurt van NGC 3258, NGC 3258A, NGC 3258C, NGC 3258D en NGC 3258E.

## Synoniemen
- PGC 83128